# Yan Lianke
Yan Lianke (xinès tradicional: 閻連科, xinès simplificat: 阎连科, pinyin: Yán Liánkē; Yan és el cognom i Lianke el nom. Song, Henan, 24 d'agost del 1958) és un dels escriptors més destacats de la Xina contemporània.
Procedent d'una família pagesa en una regió empobrida de la província de Henan, va trobar en la literatura l'eina per desenvolupar-se. Va esmolar la seva ploma escrivint propaganda per a l'exèrcit xinès. Avui, és un dels escriptors més crítics i controvertits del país, tot i ser membre del Partit Comunista. Deu de les seues novel·les romanen inèdites a la Xina Continental, fet que no li ha impedit rebre nombrosos premis tant de la comunitat literària xinesa com de la internacional. En el seu país ha estat guardonat amb el Premi Lu Xun de Literatura dos cops, l'any 1996 per 黄金洞 (Huang Jin Dong), traduït a l'angles com The Golden Cave i l'any 2000 per 年月日 (Any, mes, dia) i també ha guanyat el Premi Lao She).
Hi ha una traducció al català de "阎连科" (El somni del poble Ding). També és autor d'obres d'assaig. En l'actualitat viu a Beijing.
El 13 d'octubre de 2016, el professor Manel Ollé de la UPF va entrevistar Yan Lianke al Centre de Cultura Contemporània de Barcelona  (CCCB).
El 2021 va rebre el Premi Newman per literatura xinesa.

## Publicacions
- 炸裂志 ; pinyin:Zhàliè zhì (Relat d'un esclat). 2013.
- 风雅颂 ; pinyin: Fengya song (Oda refinada), Jujiangsu People’s Publishing House, 2008
- 没有边界的跨越 ; pinyin:Meiyou bianjie de kuayue (No hi ha pas fronterer], Yangtze Art and Literature Press, 2005.
- 受活 ; pinyin: Shou huo (Sofrir la vida), Chunfeng Art and Literature Press, 2004.
- 最后一名女知青 ; pinyin: Zuihou Yiming Nu Zhiqing (La darrera noia educada], Shidai Times Art and Literature Press, 2003.
- 潘金莲逃离西门镇 ; pinyin: Pan Jinlian taoli Ximen zhen (Pan Jinlian fugí de l'assetjament de Ximen). Shidai Times Art and Literature Press, 2003.
- 夏日落 ; pinyin: Xia ri luo (Cap al tard a l'estiu), Chunfeng Art and Literature Press, 2002.
- 日光流年 ; pinyin: Riguang liunian (Dies de claror efímera). Shidai Times Art and Literature Press, 2001.
- 坚硬如水 ; pinyin: Jianying ru shui (La duresa de l'aigua], Yangtze Art and Literature Press, 2001.
- 四书; pinyin: Sishu (Els Quatre Llibres)[6]